# Hostice
Pour les articles homonymes, voir Hoštice.
Hostice (en allemand : Göstitz an der Rimau ; en hongrois : Gesztete) est un village du district de Rimavská Sobota, dans la région de Banská Bystrica, en Slovaquie.

## Histoire
La première mention écrite du village date de 1332.
La localité fut annexée par la Hongrie après le premier arbitrage de Vienne le 2 novembre 1938. En 1938, on comptait 849 habitants dont 4 d'origine juive. Elle faisait partie du district de Rimavská Sobota (hongrois : Rimaszombati járás). Le nom de la localité avant la Seconde Guerre mondiale était Hostice/Gesztete. Durant la période 1938 - 1945, le nom hongrois Gesztete était d'usage. À la libération, la commune a été réintégrée dans la Tchécoslovaquie reconstituée.

## Démographie

### Évolution de la population
| Année:               | 1994. | 2004.   | 2014.    | 2024.   |
| -------------------- | ----- | ------- | -------- | ------- |
| Nombre de personnes: | 829   | 884     | 1049     | 1055    |
| Différence:          |       | +6,63 % | +18,66 % | +0,57 % |

| Année:               | 2023. | 2024.   |
| -------------------- | ----- | ------- |
| Nombre de personnes: | 1044  | 1055    |
| Différence:          |       | +1,05 % |